# Walter Rausch
Walter Rausch (Viena, Primera República de Austria, 15 de noviembre de 1928 - 22 de noviembre de 2022) fue un botánico y explorador austriaco.

## Especialidad botánica
Se especializó en cactáceas, con énfasis en los géneros Lobivia y Rebutia. Exploró durante años, recorriendo miles de kilómetros de Bolivia y Argentina, aunque también ha estado investigando en Brasil, Chile, Perú y Uruguay. Su mujer Margaretha (1928–1972), también botánica lo acompañaba. Enviudado, se casó con la argentina Rosario (n. 1951).  Archivado el 25 de noviembre de 2009 en Wayback Machine.

## Algunas publicaciones
- Trichocereus vasquezii Rausch spec. nov. In: Kakteen und andere Sukkulenten 25 ( 9): 193–194, 1974

- New discoveries from Walter Rausch. In: Chileans 9 ( 31): 22–23. 1976

- Gymnocalycium ferrarii Rausch. In: Kakteen und andere Sukkulenten 32 ( 1): 6–7. 1981

- Parodia herzogii Rausch. In: Kakteen und andere Sukkulenten 32 ( 2): 30–32. 1981

- Rebutia simoniana Rausch – Eine neue Art aus der Sektion Aylostera. In: Kakteen und andere Sukkulenten 35 ( 9): 204. 1984

- Drei neue Taxa aus der Gruppe des Gymnocalycium andreae. In: Gymnocalycium 13 ( 4): 377–380 - con Hans Till. 2000

- Gymnocalycium kroenleinii Kiesling, Rausch & Ferrari, spec. nov. In: Kakteen und andere Sukkulenten 51 ( 12): 315–318 - con Roberto Kiesling y Omar Ferrari. 2000

- Parodia uhligiana (Cactaceae) - eine Neubeschreibung. In: Kakteen und andere Sukkulenten 57 ( 9): 225–232 - con Lothar Diers. 2006

### Libros
- Sammelnummern aus den Expeditionen von Walter Rausch. Erste bis vierte Sammelreise 1962 bis 1970. Viena 1970

- Verzeichnis der Sammelnummern Walter Rausch. Erste bis sechste Sammelreise 1962 bis 1974. Viena 1975

- Lobivia. Die tagblütige Echinopsidinae aus arealgeographischer Sicht. 3 vols. Rudolf Herzig, Viena 1975–1976

- Lobivia 85. Rudolf Herzig, Viena 1985–1986

- Lobivia: Deskriptiones Lobiviarum Novarum. Viena 1985–1986

## Honores

### Epónimos
- Echeveria rauschii
- Echinopsis rauschii
- Gymnocalycium rauschii
- Lobivia rauschii
- Notocactus rauschii
- Parodia rauschii
- Sulcorebutia rauschii
- La abreviatura «Rausch» se emplea para indicar a Walter Rausch como autoridad en la descripción y clasificación científica de los vegetales.[2]